# Стрелок (игра)

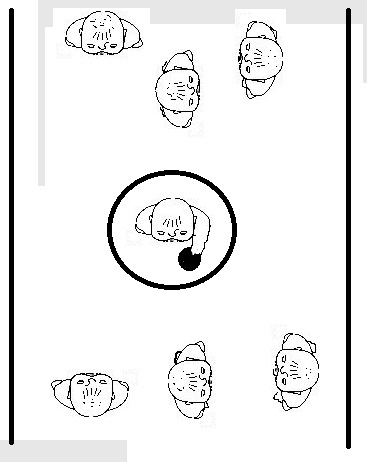
дети на игре «Стрелок»

Стрело́к (баш. Уксы) — башкирская народная игра с мячом.

## Правила игры
Перед игрой рисуются или проводятся краской или мелом две параллельные линии на расстоянии 10-15 метров друг от друга. В середине между ними рисуют круг диаметром около 2 метров. Один игрок – стрелок, стоит с мячом в кругу. Другие дети игроки бегают от одной линии к другой. Стрелок, целясь в них мячом,  старается попасть в кого-либо из детей.  Тот ребенок, в которого попали мячом, становится стрелком.
Первый стрелок в начале избирается таким образом: неожиданно дается команда «Сесть!». Кто присел последним, тот и избирается стрелком.  Мяч, брошенный мимо игрока перебрасывается играющими стрелку. Если игрок поймал мяч, брошенный в него — это не считается попаданием.